# 深棲裸胸鱔
深棲裸胸鱔，又稱深棲裸胸鯙，為輻鰭魚綱鰻鱺目鯙亞目鯙科的其中一種，分布於東南太平洋區，包括復活節島及Desventuradas群島海域，棲息深度17-604公尺，體長可達76.4公分，為底棲性魚類，屬肉食性，生活習性不明。

## 擴展閱讀
維基物種上的相關：深棲裸胸鱔